# Trautl Brandstaller
Trautl Brandstaller (oft auch als Traudl Brandstaller; * 30. April 1939 in Wien; † 1. Jänner 2024) war eine österreichische Journalistin, Schriftstellerin und Fernsehredakteurin.

## Leben

### Ausbildung
Sie legte 1957 ihre Matura an einem Realgymnasium ab, studierte in der Folge Rechtswissenschaften an der Universität Wien sowie Französische Sprache am angegliederten Dolmetsch-Institut und schloss 1962 mit einer Promotion zum Dr. iur. ab. Ihr Französisch-Studium setzte sie anschließend an der Sorbonne in Paris fort. Nach bestandener akademischer Übersetzerprüfung 1963 folgte von 1964 bis 1966 ein postgraduales Studium der Politikwissenschaft am Institut für Höhere Studien.

### Arbeitsleben
Ihre journalistische Laufbahn begann 1963 mit einem etwa einjährigen Engagement bei der Nachrichtenagentur Kathpress. 1967 schrieb sie für die Wochenzeitung Die Furche und wurde 1968 zur Vizepräsidentin der Arbeitsgemeinschaft Katholischer Journalisten und Publizisten berufen, die eine Gliederung der Katholischen Aktion war. Im gleichen Jahr übernahm sie die Leitung der Wiener Repräsentanz des Styria Verlags, die sie bis 1970 innehatte. Zeitgleich arbeitete sie auch für das Neue FORVM und war dort kurzzeitig Vorsitzende des Vereins der Redakteure und Angestellten. Für das ORF-Politmagazin Querschnitte war sie 1972 als Redakteurin tätig. In den Gründungsjahren des Wochenmagazins profil wechselte sie in dessen innenpolitische Redaktion und blieb dort bis 1974. In diesem Jahr oblag ihr dann die Ausarbeitung des ersten Berichts zur Lage der Frauen in Österreich.
1975 erhielt sie eine feste Anstellung beim ORF-Fernsehen, für das sie ihre ersten Dokumentationen produzierte, darunter die Fernsehdokumentation Fremde in der Heimat (Auszeichnung 1976), in der Brandstaller die österreichische Minderheitenpolitik auf den Prüfstand stellte. 1976 bis 1984 bekam sie die Leitung des TV-Magazins Prisma übertragen, das die Emanzipation der Frau thematisierte und wichtige Anstöße zur Frauenpolitik lieferte, u. a. mit dem Fernsehbeitrag über Rosa Jochmann (Auszeichnung 1981). In dieser Phase war sie auch regelmäßige Moderatorin der Diskussionssendung Club 2. Zwischen 1986 und 1992 war sie Leiterin der ORF-Hauptabteilung „Gesellschaft, Jugend und Familie“. Sie wurde bekannt mit Fernsehdokumentationen wie Juden in Wien heute (Auszeichnung 1986) und mit Porträts berühmter Persönlichkeiten (darunter Simone de Beauvoir, Marion Dönhoff, Václav Havel und Richard von Weizsäcker) im Rahmen der Fernsehreihe Zeitgenossen. Eine weitere ihrer TV-Arbeiten ist der Fernsehdreiteiler Donauabwärts – Eine Reise ins unbekannte Europa.
Die als freie Publizistin und Journalistin weiterhin tätige Brandstaller veröffentlichte zahlreiche politisch-historische Artikel unter anderem in den Tageszeitungen Der Standard und Die Presse sowie in der Europäischen Rundschau.
Gemeinsam mit dem Medienwissenschaftler Peter Diem vertrat sie die Bürgerinitiative pro Austria. Diese unterstützt alle Bestrebungen, die geeignet sind, die Österreichische Identität in einem geeinten Europa zu erhalten und zu fördern und so zur Schaffung einer offenen Gesellschaft im Sinne Karl Poppers beizutragen. Zugleich versucht die Initiative, die Errichtung eines Hauses der Geschichte der Republik Österreich zu forcieren.

### Privatleben
Brandstaller war ab 1978 mit dem Rechtsanwalt SPÖ-Bundespolitiker Heinrich Keller (* 1940) verheiratet. Sie haben eine gemeinsame Tochter (* 1981). Sie wurde am Wiener Zentralfriedhof bestattet.

## Auszeichnungen
- 1968: Dr.-Karl-Renner-Publizistikpreis.
- 1976: Dr.-Karl-Renner-Publizistikpreis für die Fernsehdokumentation Fremde in der Heimat.[3]
- 1981: Fernsehpreis der Österreichischen Erwachsenenbildung für die Fernsehdokumentation Rosa Jochmann – ein Stück Zeitgeschichte.
- 1986: Fernsehpreis der Österreichischen Erwachsenenbildung für die Fernsehdokumentation Juden heute in Wien.
- 1993: Preis der Stadt Wien für Publizistik.
- 2008: Axel-Corti-Preis für erwachsenenbildnerisch besonders wertvolle Leistungen im Fernsehen:[4] „u.a. für ihren fast schon legendären Einsatz für feministische Themen, die sie in den 70er Jahren mit "Prisma" als erstem Frauenmagazin im deutschsprachigen Raum vertrat“.[5]
- 2011: Goldenes Doktordiplom der Universität Wien.[6]

## Publikationen
- mit Michel van der Plas: Diese holländischen Katholiken. Styria, Graz 1969.
- Die zugepflügte Furche. Europa Verlag, Zürich 1969.
- Frauen in Österreich. Bilanz und Ausblick. Zsolnay, Wien 1981.
- als Hrsg.: Österreich 2½. Anstöße zur Strukturreform. Deuticke, Wien 1996, ISBN 978-3-216-30207-6.
- Die Donau fliesst nach Westen. Molden, Wien 2001, ISBN 978-3-85485-067-0.
- Die neue Macht der Frauen. Sieg der Emanzipation oder Krise der männlichen Eliten? (Angela Merkel, Ségolène Royal und Hillary Clinton: drei Frauen an der Spitze der Macht porträtiert.) Styria premium, Wien 2007, ISBN 978-3-222-13223-0.
- mit Barbara Sternthal (beide als Hrsg.): Alfred Hrdlicka. Eine Hommage. Residenz, St. Pölten 2008, ISBN 978-3-7017-3087-2.
- Einsichten. Aussichten – Das Salzkammergut zwischen Faktischem und Anekdotischem. Anlässlich Europäische Kulturhauptstadt 2024. Mandelbaum Verlag, November 2023, ISBN 978-3-99136-041-4.